# San Antonio del Monte
San Antonio del Monte es un distrito del Departamento de Sonsonate, El Salvador, con una población de 31 533 habitantes según el censo salvadoreño de 2024. Está dividida en 7 Cantones, se localiza al Occidente de la Capital Departamental: Sonsonate.
| Censo | Población | Cambio | Porcentaje |
| ----- | --------- | ------ | ---------- |
| 2007  | 26 902    | N/D    | N/D        |
| 2024  | 31 533    | 4 631  | 17.2%      |

## Historia
En el informe de mejoras materiales del departamento de Sonsonate hecho por el gobernador Teodoro Moreno en el 21 de junio de 1854, notó: "Está para concluirse un hermoso santuario: es obra de cal y piedra de cantería, con una capacidad de 28 varas de largo."
En el informe del 6 de septiembre el gobernador Tomás Medina, notó: "Se está reparando el Santuario y se han compuesto los caminos que le corresponden, según informes que tengo."
En el informe del 12 de octubre, el gobernador Tomás Medina, notó: "La obra del Santuario se paralizó a causa de haberse agotado las limosnas, y por lo cual su atención la dirigieron en componer los caminos."
En el 21 de marzo de 1901, la Asamblea Nacional Legislativa, a propuesta del Poder Ejecutivo, decretó la extinción de los pueblos de Sonzacate, San Antonio del Monte, y Nahulingo. La Municipalidad de Sonsonate recibió por inventario los archivos, mobiliario, cuentas y existencias en especies y dinero de los pueblos, que serían regidos y gobernados como barrios de la ciudad, y todas las propiedades de las municipalidades de los pueblos extinguidos pasaron a ser propiedad de la de Sonsonate. El decreto es aprobado por el presidente Tomás Regalado en el 23 de marzo y publicado en el Diario Oficial en el 28 de marzo. En el 28 de marzo de 1905, la Asamblea Nacional Legislativa emitió un decreto legislativo que erigió de nuevo en pueblos los barrios de San Antonio del Monte, Nahulingo y Sonzacate; la municipalidad de Sonsonate entregó a las municipalidades respectivas el mobiliario, archivo y documentos correspondientes. El decreto fue sancionado por el presidente Pedro José Escalón el mismo día 28 de marzo.
En el 21 de diciembre de 1944, a solicitud de la municipalidad y por ser de urgente necesidad, la Secretaría de Gobernación y Asistencia Social autorizó a la municipalidad la construcción de 4 letrinas de foso para el servicio público en el solar de la casa-cabildo, en la plaza y en otros lugares públicos.

## Parte de una zona turística
Desde el 10 de junio del 2023, el distrito San Antonio del Monte, en Sonsonate, se integró a la reconocida Ruta Turística de Las Flores, con el propósito de formar parte de los planes de reforestación de la zona y beneficiar a los habitantes con el desarrollo turístico y económico que el Gobierno prevé que se genere en el sector a partir de la implementación de la Ley de Reforestación y Conservación del lugar que aprobó recientemente la Asamblea Legislativa.

## Cantones
- Agua Santa
- Cuyuapa Abajo
- Cuyuapa Arriba
- El Castaño
- Las Hojas
- San Ramón

San Antonio del Monte forma parte de la zona metropolitana de la ciudad de Sonsonate, cabecera del departamento de Sonsonate y se distingue por congregar familias indígenas que se dedican a elaborar artesanías de vara de carrizo, de la cual producen canastos, tombillas, particularmente en la zona del cantón San Ramón.